# Halticosaurus longotarsus
L'alticosauro ("lucertola agile)" era un dinosauro teropode che visse in Germania durante il Triassico, 210 milioni di anni fa. Faceva parte della superfamiglia dei celofisidi e fu per un po' di tempo classificato come una specie del Liliensternus, ma poi si capì con alcune differenze dei femori che questo dinosauro gli era diverso.

## Specie
L'unica specie finora conosciuta, Halticosaurus longotarsus, è basata su pochi resti fossili mischiati assieme ad un prosauropode, lo Sellosaurus gracilis (un Plateosauro). Una seconda specie, Halticosaurus orbitoangulatus, è stata assegnata poi ad un crocodilomorfo. Anche una terza, Halticosaurus liliensterni, è stata poi riclassificata, in questo caso come Liliensternus.